# Bratan Tzenov
Bratan Tzenov, född den 7 januari 1964 i Lovetj, Bulgarien, är en bulgarisk brottare som tog OS-brons i lätt flugviktsbrottning i den grekisk-romerska klassen 1988 i Seoul.